# Cäsar Beck

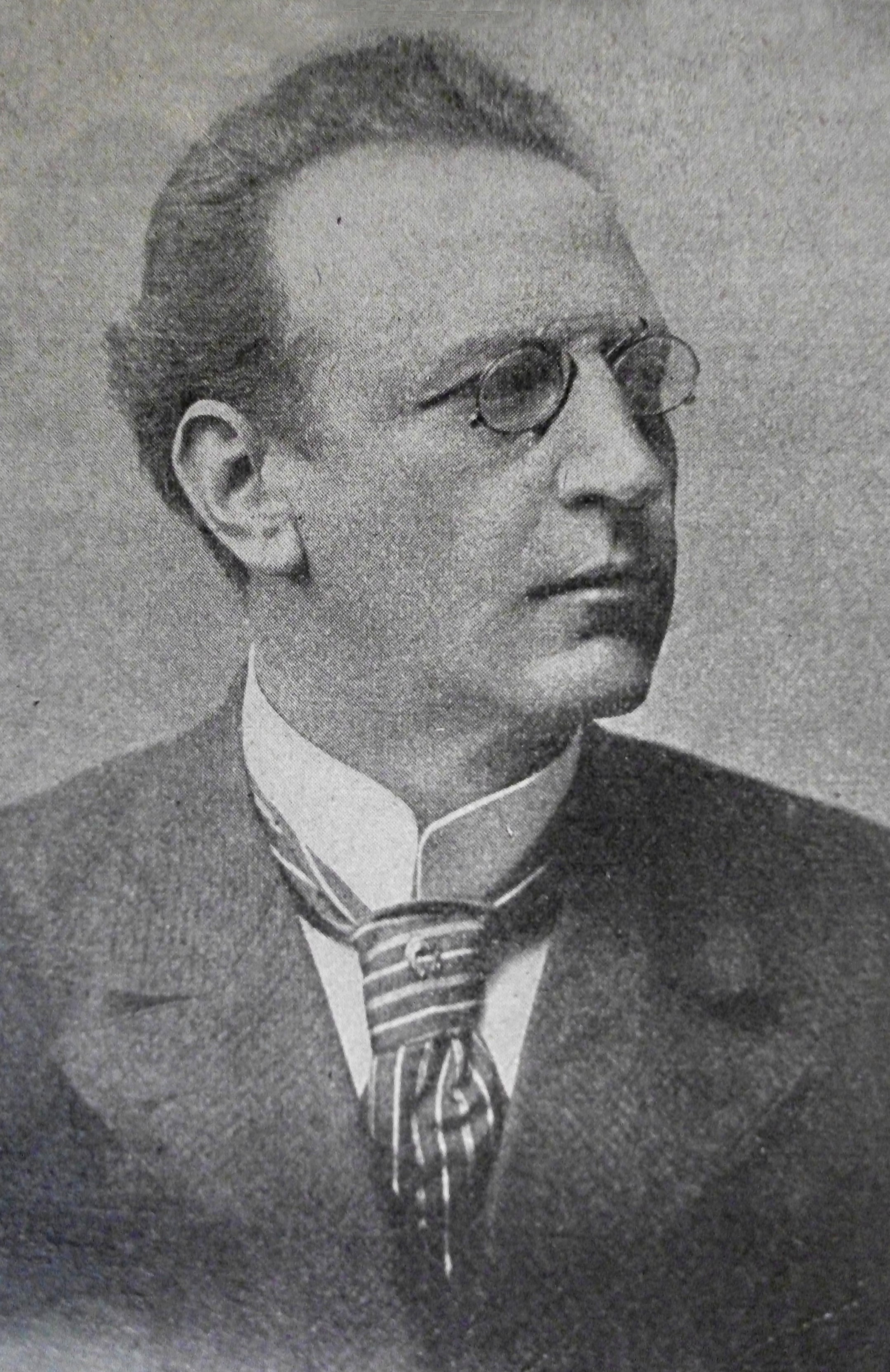
Cäsar Beck ca. 1908

Cäsar Beck (9. Dezember 1850 in München, Königreich Bayern – 22. August 1925 in München, Deutsches Reich) war ein deutscher Theaterregisseur sowie Theater- und Stummfilmschauspieler.

## Leben
Cäsar Beck war der Sohn eines Schneidergesellen. Er besuchte die St. Ludwigs-Pfarrschule mit bemerkenswertem Erfolg. Heinrich Richter, Schauspieler am Münchner Hoftheater, sah ihn in einer Studentenvorstellung und riet ihm, die Bühnenlaufbahn einzuschlagen. Beck nahm am Deutsch-Französischen Krieg 1871 als Freiwilliger teil. Danach begann er seine Karriere am Hoftheater München und ging über Augsburg nach Frankfurt am Main, Hannover und Wiesbaden. Später war er – bis zu dessen Auflösung 1890 – am Kaiserlich Deutschen Theater in Petersburg tätig. Anschließend ging er nach Breslau, Bremen, einige Jahre an das 'Berliner Theater' und das Residenztheater in Hannover. Auch in London war Beck erfolgreich. So schrieb die Presse über seine Rolle in Ibsens Nora oder Ein Puppenheim: „Herr Caesar Beck was an ideal Helmer, the best I have ever seen.“ Sein Fach waren: Liebhaber, Heldenrollen und in höherem Alter Heldenväter. Verheiratet war er mit Anna Beck-Radecke (1861–1918). 1897 trennten sie sich. Beck war viele Jahre Oberspielleiter am Münchener Hoftheater und verstarb in seiner Geburtsstadt im Alter von 74 Jahren.

## Filmografie
- 1918: Das Herz vom Hochland, Regie: Hans Oberländer
- 1918: Der Herr mit der Dogge, Regie: Franz Seitz
- 1919: Komödianten, Regie: Hans Oberländer
- 1920: Die letzte Nacht, Regie: Wilhelm Thiele, Reinhold Bauer
- 1920: Die Hexe von Lolaruh, Regie: Felix Wildenhain
- 1920: Doch mit des Schicksals Mächten, Regie: Carl Schönfeld
- 1921: Ciska Barna, die Zigeunerin, Regie: Hans Tintner, Herr Asam
- 1923: Um Recht und Liebe, Regie: Josef Berger
- 1924: Die Tragödie eines Staatsanwalts, Regie: Josef Berger